# Dakar
Dakar je glavno mesto Senegala in z nekaj več kot milijon prebivalci (leta 2005) največje mesto te zahodnoafriške države. V širšem velemestnem območju po oceni živi 2,5 milijona ljudi. Je pomembno pristaniško mesto, ki leži ob severovzodni obali Zelenega rta, skrajne zahodne točke Afrike, na polovici poti med izlivi rek Gambija in Senegal v Atlantski ocean. Poleg strateške lege na skrajnem zahodu celine je za pristaniško dejavnost ugodna tudi zaščita, ki mu jo nudijo apnenčasti klifi Zelenega rta in jo dopolnjuje sistem umetnih valolomov. Predel mesta, imenovan le Plateau, je administrativno in finančno središče države. Dakar kot celota ima zaradi osrednje vloge v politiki kozmopolitski značaj, v nasprotju s preostankom Senegala.
Mesto so leta 1857 ustanovili Francozi na ozemlju ljudstva Lebou; v kolonialnem času je bil prestolnica kolonije Francoska Zahodna Afrika. Hiter razvoj infrastrukture in standarda bivanja skozi 20. stoletje je povzročil velik razkorak med mestom in preostankom države ter redno sprožal konflikte med bogatimi in revnimi prebivalci. Slednji so bili odstranjeni iz uglednejših predelov v barakarska naselja ob obrobju, ki so se širila tudi zaradi priseljencev s podeželja. Velika večina prebivalcev je Muslimanov.
Danes je mesto širše znano predvsem po prireditvi Reli Dakar, vsakoletni vzdržljivostni motošportni preizkušnji s ciljem v Dakarju, čeprav so v zadnjih letih zaradi politične nestabilnosti v Senegalu dirke organizirane v Južni Ameriki.